# Áreas de la física

Dominios de los principales campos de la física

La física es una disciplina científica que busca construir y probar experimentalmente teorías del universo físico. Estas teorías varían en su alcance y pueden organizarse en varias ramas distintas.

## Mecánica clásica
La mecánica clásica es un modelo de la física de las fuerzas que actúan sobre los cuerpos; incluye subcampos para describir el comportamiento de los sólidos, gases y fluidos. A menudo se le denomina "Mecánica Newtoniana" en honor a Isaac Newton y sus leyes del movimiento. También incluye el enfoque clásico dado por los métodos hamiltoniano y de Lagrange. La Mecánica clásica estudia el movimiento de partículas macroscópicas.
Existen muchas divisiones de la mecánica clásica, como: la estática, la dinámica, la cinemática, la mecánica del medio continuo (que incluye la mecánica de fluidos), la mecánica estadística, etc.

## Termodinámica y mecánica estadística
La termodinámica estudia los efectos de los cambios de temperatura, presión y volumen en los sistemas físicos a escala macroscópica, y la transferencia de energía en forma de calor.   Históricamente, la termodinámica se desarrolló a partir de la necesidad de aumentar la eficiencia de las primeras máquinas de vapor. 
El punto de partida de la mayoría de las consideraciones termodinámicas son las leyes de la termodinámica, que postulan que la energía puede intercambiarse entre sistemas físicos en forma de calor o trabajo.  También postulan la existencia de una cantidad conocida como entropía, que puede definirse para cualquier sistema.  En la termodinámica, se estudian y categorizan las interacciones entre grandes conjuntos o ensambles de objetos. Un sistema está compuesto de partículas, cuyos movimientos promedio definen las propiedades de dicho sistema, las cuales a su vez están relacionadas entre sí a través de ecuaciones de estado. Las propiedades se pueden combinar para expresar energía interna y potenciales termodinámicos, que son útiles para determinar las condiciones de equilibrio y los procesos espontáneos .

## Electromagnetismo y fotónica
El estudio del comportamiento de los electrones, medios eléctricos, imanes, campos magnéticos y las interacciones generales de la luz.

## Mecánica relativista
La teoría especial de la relatividad utiliza el electromagnetismo y la mecánica; es decir, el principio de relatividad y el principio de acción estacionaria en la mecánica, para derivar las ecuaciones de Maxwell,   y viceversa.
La relatividad especial resuelve una inconsistencia entre las ecuaciones de Maxwell y la mecánica clásica. La teoría se basa en dos postulados: (1) que las formas matemáticas de las leyes de la física son invariantes en todos los sistemas inerciales; y (2) que la velocidad de la luz en el vacío es constante e independiente de la fuente o del observador. Para reconciliar ambos postulados es necesario unificar el espacio y el tiempo en el concepto de espacio-tiempo, dependiente del marco.
La relatividad general es la teoría geométrica de la gravitación.  Unifica la relatividad especial, la ley de gravitación universal de Newton y la idea de que la gravitación puede describirse mediante la curvatura del espacio y el tiempo. En la relatividad general, la curvatura del espacio-tiempo es producida por la energía de la materia y la radiación.

## Mecánica cuántica, física atómica y física molecular

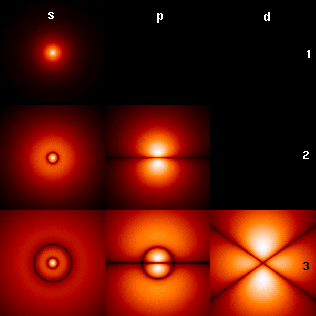
Los primeros orbitales electrónicos del átomo de hidrógeno se muestran como secciones transversales con densidad de probabilidad por colores.

Ecuación de Schrödinger de la mecánica cuántica

La mecánica cuántica es la rama de la física que estudia los sistemas atómicos y subatómicos y la interacción entre éstos, basado en la observación de que todas las formas de energía son liberadas en unidades discretas o paquetes llamados "cuantos". La teoría cuántica normalmente sólo permite el cálculo probable o estadístico de las propiedades observadas de las partículas subatómicas, entendidas en términos de funciones de onda. La ecuación de Schrödinger desempeña en la mecánica cuántica el mismo papel que las leyes de Newton y la conservación de la energía en la mecánica clásica (es decir, predice el comportamiento futuro de un sistema dinámico) y es una ecuación de onda que se utiliza para resolver funciones de onda.
Además, la mecánica cuántica se combinó con la teoría de la relatividad en la formulación de Paul Dirac. Otros desarrollos incluyen la estadística cuántica, la electrodinámica cuántica, que estudia las interacciones entre partículas cargadas y campos electromagnéticos; y su generalización, la teoría cuántica de campos.
Teoría de cuerdas
Un posible candidato a la teoría del todo, es la teoría de cuerdas, que combina la teoría de la relatividad general y la mecánica cuántica para formar una única teoría. Esta teoría puede predecir propiedades de objetos tanto pequeños como grandes.

## Óptica y acústica
La óptica es el estudio de los movimientos de la luz, incluida la reflexión, la refracción, la difracción y la interferencia.
La acústica es la rama de la física que estudia las ondas mecánicas en diferentes medios.

## Física de la materia condensada
El estudio de las propiedades físicas de la materia en una fase condensada.

## Física de partículas de alta energía y física nuclear
La física de partículas estudia la naturaleza y el comportamiento de las partículas, mientras que la física nuclear estudia los núcleos atómicos.

## Cosmología
La cosmología estudia cómo surgió el universo observable y su eventual final, además de las leyes físicas que gobiernan el universo. Es estudiado por la física y astrofísica.

## Campos interdisciplinarios
Campos interdisciplinarios, que definen parcialmente ciencias propias, pertenecen, por ejemplo:
- agrofísica es una rama de la ciencia que limita con la agronomía y la física.
- astrofísica, la física en el universo, incluidas las propiedades e interacciones de los cuerpos celestes en la astronomía.
- física atmosférica es la aplicación de la física al estudio de la atmósfera.
- física espacial es el estudio de los plasmas tal como se producen naturalmente en la atmósfera superior de la Tierra y dentro del Sistema Solar.
- biofísica, que estudia las interacciones físicas de los procesos biológicos.
- física química, la ciencia de las relaciones físicas en la química.
- física computacional, la aplicación de computadoras y métodos numéricos a sistemas físicos.
- econofísica, que trata de los procesos físicos y sus relaciones en la ciencia de la economía.
- física ambiental, la rama de la física que se ocupa de la medición y el análisis de las interacciones entre los organismos y su entorno.
- ingeniería física, la disciplina combinada de física e ingeniería.
- geofísica, la ciencia de las relaciones físicas en nuestro planeta.
- física matemática, matemáticas relacionadas con problemas físicos.
- física médica, la aplicación de la física en la medicina para la prevención, el diagnóstico y el tratamiento.
- química física, que trata de los procesos físicos y sus relaciones en la ciencia de la química física.
- oceanografía física es el estudio de las condiciones físicas y los procesos físicos dentro del océano, especialmente los movimientos y las propiedades físicas de las aguas oceánicas.
- psicofísica, la ciencia de las relaciones físicas en psicología.
- computación cuántica, el estudio de los sistemas de computación mecánico-cuántica.
- sociofísica o física social es un campo de la ciencia que utiliza herramientas matemáticas inspiradas en la física para comprender el comportamiento de las multitudes humanas.

Perot, Pierre (1998). A to Z of Thermodynamics. Oxford University Press. ISBN 978-0-19-856552-9.
Clark, John O.E. (2004). The Essential Dictionary of Science. Barnes & Noble Books. ISBN 978-0-7607-4616-5.